# Hiroyuki Usui
Hiroyuki Usui (Prefectura de Shizuoka, Japó, 4 d'agost de 1953) és un exfutbolista japonès.

## Selecció japonesa
Hiroyuki Usui va disputar 38 partits amb la selecció japonesa.